# Khalid El-Aabidi
Khalid El-Aabidi (sinh ngày 14 tháng 9 năm 1995) là một vận động viên cử tạ Thế vận hội người Maroc. Anh đã đại diện cho quốc gia của mình tại Thế vận hội Mùa hè 2016.